# Czech Chamber Philharmonic
L'ensemble Czech Chamber Philharmonic (Česká komorní filharmonie en tchèque) est un ensemble tchèque de musique classique fondé en 1989 par Zdeněk Adam.

## Historique
L'ensemble Czech Chamber Philharmonic (ČKF) est fondé à la fin des années 1980 par le hautboïste tchèque Zdeněk Adam en collaboration avec l'agence B-Arts Production,.
L'orchestre a été dirigé par de nombreux chefs tchèques (Petr Vronský, Stanislav Vavřínek, Jan Chalupecký, Petr Chromčák) et étrangers, venant d'Allemagne (Klause Linkla), d'Israël, du Japon (Hideaki Muta) et des États-Unis,. Le fondateur Zdeněk Adam reste le directeur artistique de l'orchestre.
En 2004, le chef d'orchestre, pianiste, claveciniste et pédagogue Vojtěch Spurný en devient le chef d'orchestre,,,,. 
L'orchestre s'est produit sur de nombreuses scènes de concert, notamment à  Anvers, Bruxelles (Palais des Beaux Arts), Bamberg, Brême, Hambourg, Lucerne, Zurich et Munich,,. Depuis 1999, l'orchestre est un invité régulier de l'Orchestre philharmonique de Berlin et du Berlin Konzerthaus,,. Il a également participé à des festivals en Allemagne, en France et en Grèce,,.
L'ensemble ne doit pas être confondu avec les ensembles suivants, dont les noms sont très proches :
- Orchestre philharmonique tchèque (Česká filharmonie), qui a donné son premier concert dans sa forme actuelle en 1896 sous la direction d'Antonín Dvořák[7],[8],[9] ;
- Orchestre de chambre tchèque (Český komorní orchestr), fondé par Václav Talich en 1946 et reformé en 1957 par Josef Vlach[10],[11] ;
- Czech Chamber Philharmonic Orchestra Pardubice (Komorní filharmonie Pardubice), fondé en 1969 par Libor Pešek[12],[13] ;
- Czech Philharmonic Chamber Orchestra (Filharmonický komorní orchestr), fondé par Pavel Prantl en 1977[14].

## Distinctions
L'enregistrement Masters of the Czech Baroque and Classicism publié par BMG Czech Republic a été nommé pour le prix du magazine Harmonie 2003, et les enregistrements de symphonies classiques tchèques publiées par Alto Records ont été acclamés par la critique,,.

## Discographie sélective
L'ensemble Czech Chamber Philharmonic a publié sur les labels discographiques BMG et Alto, une série d'enregistrements consacrés à la musique préclassique et classique de Bohême, intitulée Baroque Bohemia & Beyond.
Mais aucun des compositeurs repris dans cette série ne relève de la musique baroque : ce sont tous des compositeurs préclassiques et classiques, ce qui est symbolisé par les mots & Beyond (et au-delà) qui figurent dans le titre de la série.
- 2002 : Baroque Bohemia & Beyond : Linek - Kozeluch - Brixi - Rejcha, dir. Vojtěch Spurný (Alto ALC 1003)
- 2003 : Masters of Czech Baroque and Classicism, œuvres de Jiří Ignác Linek, Leopold Kozeluch, František Brixi et Antonín Rejcha, dir. Vojtěch Spurný (BMG Czech Republic 82876 552872)
- 2004 : Baroque Bohemia & Beyond : Vaňhal - Dušek - Brixi - Vranický, dir. Vojtěch Spurný (Alto ALC 1002)
- 2005 : Baroque Bohemia & Beyond : Benda - Bárta - Richter - Stamic - Vaňhal, dir. Vojtěch Spurný (Alto ALC 1001)
- 2007 : Baroque Bohemia & Beyond : Mysliveček - Gallina - Vent - Bárta - Fiala, dir. Vojtěch Spurný (Alto ALC 1014)
- 2010 : Baroque Bohemia & Beyond V : Dittersdorf - Stamic - Kallick - Škroup - Neruda, dir. Petr Chromcák (Alto ALC 1101)
- 2012 : Baroque Bohemia & Beyond VI : Schimpke - Gassman - Jírovec, dir. Petr Chromcák (Alto ALC 1201)
- 2013 : Baroque Bohemia & Beyond VII Winter Season, dir. Vojtěch Spurný (Alto ALC 1251)
- 2015 : Baroque Bohemia & Beyond VII : Dittersdorf - Jírovec - Neubauer, dir. Petr Chromcák (Alto ALC 1301)

Les albums Baroque Bohemia & Beyond VIII et IX ne sont pas des disques de l'ensemble Czech Chamber Philharmonic mais de l'ensemble néerlandais New Dutch Academy, dirigé par le chef d'orchestre et violoniste australo-néerlandais Simon Murphy.